# Shelf
Shelf – wieś w Anglii, w hrabstwie ceremonialnym West Yorkshire, w dystrykcie metropolitalnym Calderdale. Leży 19 km na zachód od miasta Leeds i 274 km na północny zachód od Londynu. Miejscowość liczy 4496 mieszkańców.